# Kanton Hildesheim
Der Kanton Hildesheim bestand von 1807 bis 1813 im Distrikt Hildesheim im Departement der Oker im Königreich Westphalen und wurde durch das Königliche Decret vom 24. Dezember 1807 gebildet. Ihn bildete aufgrund der Bevölkerungsdichte allein die Stadt Hildesheim, die gleichzeitig Distriktshauptort war. Die Stadt besaß mehrere Friedensgerichte und Adjunkten.

## Gemeinden
- Hildesheim mit dem dortigen Posthof

## Einzelnachweis
1. ↑  Königliches Decret, wodurch die Eintheilung des Königreichs in acht Departements angeordnet wird. Verzeichniß der Departements, Districte, Cantons und Communen des Königreichs. In: Landschaftsverband Westfalen-Lippe (Hrsg.): Bulletin des lois du Royaume de Westphalie. Band I, Nr. 6, 1807, S. 160 f. (lwl.org [PDF; 4,9 MB; abgerufen am 16. Mai 2011]).